# Fédération royale belge de ski
La Fédération royale belge de ski (FRBS) organise la pratique du ski belge.
La FRBS est membre de la Fédération internationale de ski (FIS) et du Comité olympique interfédéral belge (COIB). Elle organise la pratique de ski alpin, du snowboard, du ski de fond et du biathlon.

## Forme juridique
La FRBS est une ASBL belge depuis le 24 novembre 1956. Son siège est établi à Anvers.

## Ski et fédéralisme
La FRBS a 3 membres qui dépendent chacun des Communautés linguistiques de Belgique:
- la Fédération francophone belge de ski (FFBS), fondée le 1er décembre 1977 et domiciliée à Liège[3].
- l'Ostbelgischer Ski-und WintersportVerband (OSWV), fondée le 24 avril 1980 et domiciliée à Bütgenbach[4].
- la Vlaamse Ski en Snowboard Federatie (VSSF), fondée le 22 août 1977 et domiciliée à Brasschaat[5].

Un club de ski belge ne peut être affilié qu'à une seule fédération communautaire.
Un compétiteur belge, affilié à un club de ski belge reconnu par une des fédérations communautaires est d'office affilié à la FRBS et peut donc, s'il a les qualifications requises, participer aux compétitions de ski organisées par la Fédération internationale de ski ou par le Comité international olympique.

## Participations belges aux jeux olympiques d'hiver[6]
- 2010: Karen Persyn, Bart Mollin (en) et Jeroen Van den Bogaert à Vancouver
- 1994: Véronique Dugailly à Lillehammer
- 1988: Peter Rotthier à Calgary
- 1984: Michèle Dombard, Ricky Mollin, Pierre Couquelet à Sarajevo
- 1980: Ricky Mollin à Lake Placid
- 1976: Robert Blanchaer, Didier Xaet à Innsbruck
- 1972: Robert Blanchaer à Sapporo